# Vereinsregister
In Deutschland wird das Vereinsregister (VR) nach der Vereinsregisterverordnung (VRV) im Rahmen des Registerrechts bei den Amtsgerichten (sachliche Zuständigkeit) geführt. In das Vereinsregister werden alle nach den Vorschriften des Bürgerlichen Gesetzbuches (BGB) gebildeten Vereine (Vereinsrecht) eingetragen, die dies beantragen. Vereine, die bereits vor Inkrafttreten des BGB bestanden haben, werden nicht in das Vereinsregister aufgenommen.
Örtlich zuständig ist das Amtsgericht, in dessen Bezirk der Verein seinen Sitz hat. Die Länder haben jedoch die Möglichkeit, die Vereinsregister zu zentralisieren. Berlin hat beispielsweise ein zentrales Vereinsregister beim Amtsgericht Charlottenburg errichtet.
Funktionell zuständig ist der Rechtspfleger.
Im Vereinsregister werden Neueintragungen, sämtliche Änderungen und Löschungen vermerkt. Die Neueintragung wird im Amtsblatt veröffentlicht. Das Vereinsregister kann nach den Vorschriften des Bürgerlichen Gesetzbuches (§ 55a BGB) elektronisch geführt werden. Üblicherweise, jedoch fakultativ, nimmt der eingetragene Verein die Abkürzung e. V. mit in den Namen auf. Die Einsicht in das Register steht jedermann offen.

## Eintragungen

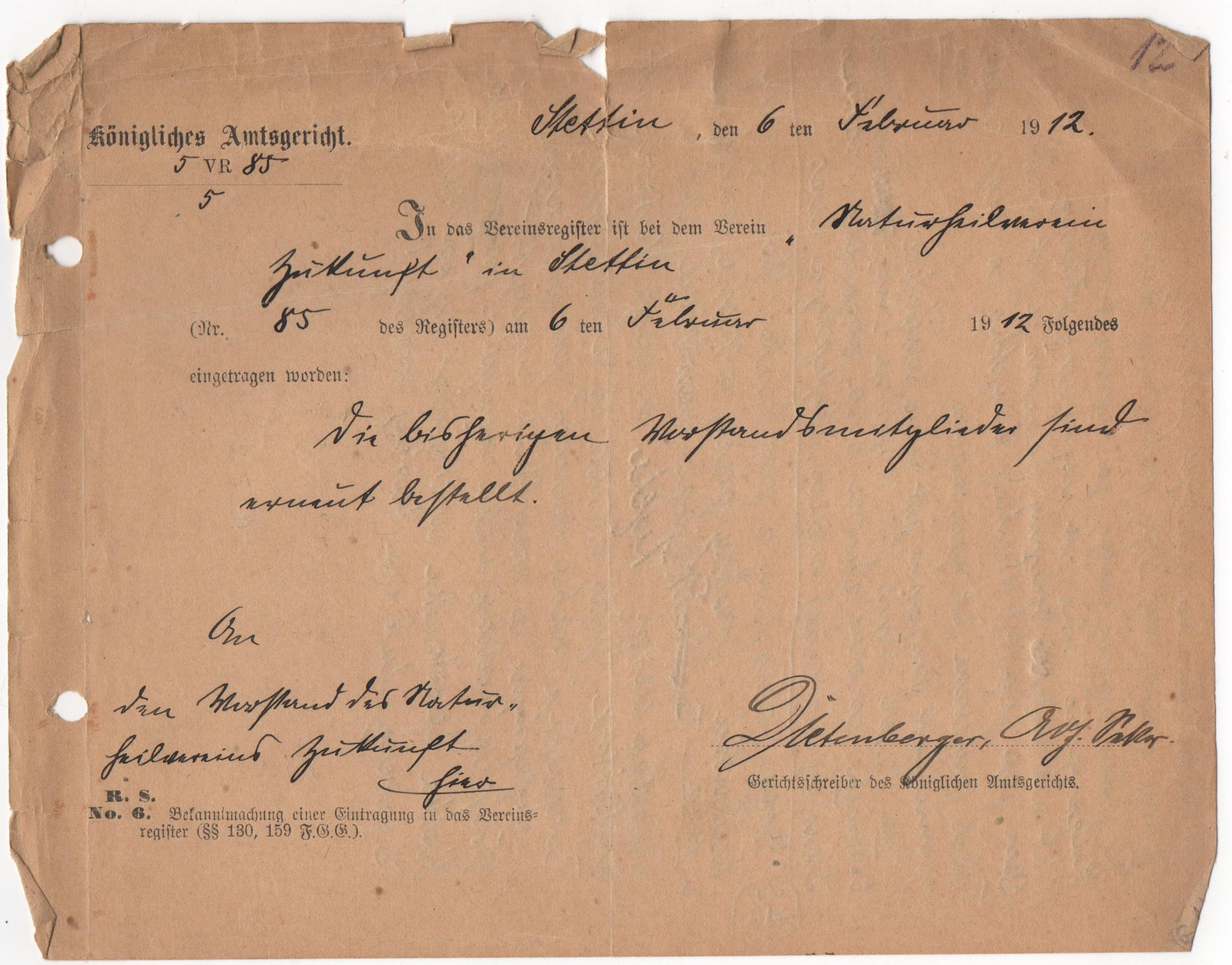
Preußen (1912)

Die Eintragung eines Vereines in das Vereinsregister ist nach § 59 BGB nach Anmeldung möglich. Der Anmeldung müssen
- die Satzung in Abschrift sowie
- die Abschrift der Urkunde über die Bestellung des Vorstandes

beigefügt werden.
Sowohl für den erstmaligen Antrag auf Eintragung als auch für Änderungsanträge genügt es, wenn die Zahl der Vorstandsmitglieder unterzeichnet, welche die Satzung zur Vertretung des Vereins bestimmt. Für die Anmeldung von Eintragungen (auch Änderungen bzw. Löschungen) in das Vereinsregister müssen die Unterschriften öffentlich beglaubigt sein (§ 77 BGB). Die öffentliche Beglaubigung erfolgt durch einen Notar; daneben gibt es in verschiedenen Ländern weitere Stellen, die zur öffentlichen Beglaubigung befugt sind.

## Auszug aus dem Register
Das Vereinsregister soll eine Publikations-, Beweis-, Kontroll- und Schutzfunktion erfüllen (negative Publizität). Daher kann jeder aus dem Vereinsregister ohne Begründung einen Auszug (Vereinsregisterauszug bzw. VR-Auszug) oder Ausdruck (Vereinsregisterausdruck bzw. VR-Ausdruck) über eine Eintragung anfordern. Seit dem 1. Januar 2007 kann über das bundesweite Registerportal jederzeit in den Vereinsregistern aller Bundesländer recherchiert werden, soweit diese in elektronischer Form geführt werden.